# DESI-Studie
Die DESI-Studie (Deutsch Englisch Schülerleistungen International) ist eine Studie zur Erfassung der sprachlichen Leistungen in Deutsch und Englisch von Schülern an Schulen in Deutschland.
DESI wurde 2001 von der Kultusministerkonferenz als erste große nationale Ergänzung zu der PISA-Studie in Auftrag gegeben. Der Test wurde unter Federführung des Deutschen Instituts für Internationale Pädagogische Forschung (DIPF) entwickelt und durchgeführt.
Außerhalb Deutschlands wurde DESI von Südtirol übernommen.

## Ablauf
Getestet wurden im Schuljahr 2003/2004 rund 11.000 Schüler der 9. Klassenstufe aller Schularten.
Am ersten Test, der im September/Oktober 2003, zu Beginn des Schuljahres, stattfand, nahmen 10.639 Schüler teil; am zweiten Test, gegen Ende des Schuljahres im Mai/Juni 2004, 10.632 Schüler. Von 219 Schulen hatten 40 einen bilingualen Zweig.
| Instrumente    | 1. Messzeitpunkt Beginn 9. Klasse | 2. Messzeitpunkt Ende 9. Klasse |
| -------------- | --------------------------------- | ------------------------------- |
| Tests Deutsch  | Sprachbewusstheit                 | Sprachbewusstheit               |
|                | Leseverstehen                     | Leseverstehen                   |
|                | Textproduktion                    | Textproduktion                  |
|                |                                   | Argumentation                   |
|                |                                   | Wortschatz                      |
|                |                                   | Rechtschreibung                 |
| Tests Englisch | Sprachbewusstheit-Soziopragmatik  | Sprachbewusstheit-Grammatik     |
|                | Hörverstehen                      | Hörverstehen                    |
|                | Textkonstruktion                  | Textkonstruktion                |
|                |                                   | Leseverstehen                   |
|                |                                   | Schreiben                       |
|                |                                   | Sprechen                        |
|                |                                   | Interkulturelle Kompetenz       |

Die Leistungen werden in vier sogenannte Kompetenzniveaus unterteilt: A ist das unterste und wird in der Hauptschule vorausgesetzt, D ist das höchste und entspricht dem eines Gymnasiums nach der 10. Klasse. Jedes Niveau ist nochmal in zwei Stufen unterteilt, die mit einer 1 bzw. 2 gekennzeichnet sind (z. B. A1 und A2), wobei 2 höher einzuschätzen ist als 1. Ein höheres Niveau schließt die jeweils niedrigeren Niveaus mit ein und baut daher auf den anderen auf.

## Ergebnisse
Bei den Studien kamen zusammengefasst folgende Ergebnisse zum Vorschein:
- Erreichung von Kompetenzniveaus:
  - 96 % aller Schüler erreichen A
  - 32 % erreichen B
  - 10 % erreichen C
  - 6 % erreichen D
- Unterscheidung bezüglich Schularten:
  - Hauptschulen haben das niedrigste Niveau: Fast 10 % erreichen A nicht, oftmals ist das Niveau beim zweiten Test schlechter.
  - Integrierte Gesamtschulen haben das zweitniedrigste Niveau, aber das größte Leistungsspektrum. Das Minimum deckt sich ungefähr mit dem der Hauptschule, während das Maximum fast an das der Realschule heranreicht.
  - Realschulen haben das zweithöchste Niveau. Es gibt nahezu keine Schüler, die A nicht erreichen
  - Gymnasien haben sowohl das höchste Niveau als auch das geringste Spektrum, d. h., dass fast alle Schüler ein hohes Sprachvermögen besitzen. Der Anteil der Schüler, die über C liegen, ist hier mit etwa 10 % am höchsten.
- Mädchen erreichen insgesamt bessere Ergebnisse als Jungen, wobei die Stärken und Schwächen in unterschiedlichen Bereichen liegen: bei Mädchen ist der Wortschatz höher, bei Jungen die Aussprache und Sprechflüssigkeit.
- Das Ergebnis korreliert stark mit der sozialen Herkunft und dem ökonomischen Einkommen. Überproportional viele Hauptschüler stammen aus Einwandererfamilien. Ein Vergleich mit der PISA-Mathematik-Kompetenz zeigt, dass der sozioökonomische Status und kulturelle Besitztümer mehr, die Bildung der Eltern aber weniger Einfluss auf die DESI-Ergebnisse haben, als es bei PISA der Fall ist.

## DESI in Südtirol
Der Deutsch-Teil von DESI wurde auch an deutschen Oberschulen in Südtirol durchgeführt.
Das Ergebnis wurde von der Landespolitik als großer Erfolg präsentiert, ist allerdings nicht repräsentativ,
da, ebenso wie bei PISA, Berufsschulen vom Test ausgeschlossen waren. Auch wurde der Test von keiner unabhängigen Forschungseinrichtung, sondern vom Pädagogischen Institut, einem Organ des Staatlichen Schulamts durchgeführt. Die Erfahrungen mit der Testdurchführung fasst das Pädagogische Institut so zusammen:
Diese Beobachtungen lassen den Schluss zu, dass die Schülerinnen und Schüler größtenteils konzentriert und interessiert mitgearbeitet haben. Die Erhebung verlief insgesamt planmäßig, die einzelnen Phasen sind laut Rückmeldung der Fachlehrkräfte gut durchdacht, die Übungen relevant und aussagekräftig. Die Dauer des Tests, insgesamt mehr als vier Stunden, und die damit zusammenhängende nachlassende Konzentration lässt Skeptiker die Aussagekraft der hieraus gewonnenen Daten anzweifeln.

## Datennutzung
Die Daten der Studie stehen auch anderen Forschenden auf Antrag am Forschungsdatenzentrum am Institut zur Qualitätsentwicklung im Bildungswesen für Re- und Sekundäranalysen zur Verfügung. Auf diese Weise kann die Studie auch deutlich nach Ende der Erhebung und über den ursprünglich geplanten Rahmen hinaus für die Forschung von Nutzen sein.

## Belege
1. ↑  M. Putz: PISA --- Jedem das seine ... Wunschergebnis (PDF; 167 kB).
2. ↑  PI Südtirol über DESI.

### Offizielle Berichte
- Offizielle Webseite am DIPF

### Weitere Weblinks
- Studie "DESI 2003/2004"
- DESI Thüringen
- Joachim Peter: Deutschkenntnisse entscheiden über Erfolg im Englischunterricht. Desi-Studie: Leistungsunterschiede weiter groß. In: Die Welt. 1. März 2006, abgerufen am 5. Dezember 2010.
- Praktische Implikationen der DESI-Studie
- Bildungsbericht
- Dokumentation von DESI in der Datenbank zur Qualität von Schule (DaQS)
- Materialien der DESI-Videostudie (Videos, Transkripte, Kodierungen, Ratings) im FDZ Bildung doi:10.7477/6:1:1
- DESI-Studie - Forschungsdaten und Studiendetails